# John Goldingham
John Goldingham (né en 1767 et mort en juillet 1849) est un mathématicien, ingénieur et astronome anglais. Engagé comme assistant par Michael Topping en 1788, on lui confie la construction d'un observatoire astronomique en 1792. Il dirige l'Observatoire de Madras à partir de 1802. La même année, il propose l'heure de Madras (en), une heure décalée de +5 heures 30 minutes par rapport au temps moyen de Greenwich (GMT) qui deviendra l'Indian Standard Time en 1906.
En 1796, il épouse Maria Louisa Popham, nièce de Home Riggs Popham.
À sa retraite, il retourne en Angleterre, à Worcester, où il meurt en juillet 1849. 

## Publications(en)
- "Observations for Ascertaining the Length of the Pendulum at Madras in the East Indies, Latitude 134'19".1 N. with the Conclusions drawn from the Same." Philosophical Transactions of the Royal Society 112 (1822): 127-70.
- "Of the Difference of Longitudes found by Chronometer, and by correspondent Eclipses of the Satellites of Jupiter, with some supplementary Information relative to Madras, Bombay, and Canton; as also the Latitude and Longitude of Point de Galle and the Friar's Hood." Philosophical Transactions of the Royal Society 112 (1822): 431-36.
- "Of the Geographical Situation of the Three Presidencies, Calcutta, Madras, and Bombay, in the East Indies." Philosophical Transactions of the Royal Society 112 (1822): 408-30.
- Madras Observatory Papers. Madras: College Press, 1827.
- "A Method of Rectifying a Route Protraction." Journal of the Asiatic Society of Bengal 1 (1832): 19-20.